# Upton-by-Chester
Upton-by-Chester est une paroisse civile et un village du Cheshire, en Angleterre.